# ローハン・シッピー
ローハン・シッピー（Rohan Sippy）は、インドの映画監督、映画プロデューサー、脚本家。

## 人物
祖父G・P・シッピー、父ラメーシュ・シッピーは共に映画監督、プロデューサーとして活動しており、父ラメーシュはブロックバスター映画『炎』の監督として知られている。
ローハンはスイスのアイグロン大学で学んだ後、スタンフォード大学で学位を取得している。元妻ロヘナ・ゲラもスタンフォード大学で学んでおり、映画監督、脚本家として活動している。彼女とは2003年に離婚しており、再婚相手ルーパとの間に2012年11月27日に娘をもうけた。

## フィルモグラフィー
- Zamaana Deewana（1995年） - 製作総指揮
- Kuch Naa Kaho（2003年） - 監督
- Bluffmaster!（2005年） - 監督
- Taxi No. 9211（2006年） - プロデューサー
- チャンドニー・チョーク・トゥ・チャイナ（2009年） - プロデューサー
- The President Is Coming（2009年） - プロデューサー
- Dum Maaro Dum（2011年） - 監督
- 茶番野郎（2013年） - 監督、プロデューサー、脚本
- Sonali Cable（2014年） - プロデューサー
- Prime Time: How Tolerant Is India（2016年） - 監督、プロデューサー、脚本
- Khan No. 1（2018年） - 監督、プロデューサー[1]
- ガネーシャ マスター・オブ・ジャングル（2019年） - 原案
- Shimla Mirchi（2020年） - プロデューサー